# 라이브볼 시대
라이브볼 시대(live-ball era) 또는 라이블리볼 시대(lively ball era)는 1920년부터 시작되어 현재까지 이어지는 메이저 리그 베이스볼의 시기를 가리키며, 1920년대 이전의 데드볼 시대와 대조되는 단어이다. 라이브볼 시대라는 단어의 어원은 1920년 시즌부터 도입된 여러 가지 변화로 인해 야구공이 말 그대로 그 이전보다 월등히 "잘 날아가는"(lively) 현상을 겪으며 타자 기록이 극적으로 향상된 데에서 비롯되었다. 라이브볼 시대에 접어들면서 미국에서의 야구의 인기도 덩달아 늘어났다.

## 같이 보기
- 데드볼 시대